# Rhododraparnaldia
Rhododraparnaldia R.G. Sheath, A. Whittick & K.M. Cole, 1994 é o nome botânico de um gênero de algas vermelhas pluricelulares da família Balbianiaceae.

## Espécies
Atualmente apresenta 1 espécie taxonomicamente válida:
- Rhododraparnaldia oregonica R.G. Sheath, A. Whittick & K.M. Cole, 1994